# Siegfried Jordan
Siegfried Michael Jordán Briones (Iquique, Chile, 7 de agosto de 1992) es un futbolista chileno. Juega de arquero y su último equipo Deportes Vallenar de la Segunda División Profesional de Chile.

## Trayectoria
Inició su carrera el año 2009 integrando la plantilla del fútbol joven, en el club Deportes Iquique categoría sub-17 con solo un año en la categoría es promovido al plantel de honor el año 2010 comandado técnicamente por el profesor Gustavo Huerta siendo el mismo que lo eligió para formar parte de la plantilla compartió camarín con grandes figuras del fútbol chileno de la talla de Luis Fuentes, Rodrigo Pérez, Rodrigo Núñez, entre otras eminencias de fútbol chileno. Vio muy poca actividad ese año fue citado a un partido amistoso contra Cobreloa, en el Estadio Tierra de Campeones. 
Tuvo que esperar hasta el año siguiente ya en las manos del entrenador Jorge Pellicer para poder hacer su debut oficial con la camiseta de Deportes Iquique en un partido contra Municipal Mejillones.
El año 2012 sale en busca de nuevas aventuras es ahí donde recala en el elenco del Megapuerto comandado por Jaime Carreño, donde no vio mucha actividad debido a su corta edad. Fue entonces donde el timonel del equipo vio mucha proyección en el y lo renovó para el año siguiente.
La temporada 2013 jugaron como invitados en la tercera división del fútbol chileno. Siendo ahí donde se consagraría como el dueño de las redes del cuadro nortino.
Municipal Mejillones en la temporada 2014-2015 lograría el tan anhelado ascenso mediante secretaría a la Segunda División Profesional y seguirían contando con los servicios del cuida tubos esperando su consolidación, siendo el ya nombrado portero una de las figuras del equipo lamentablemente una lesión lo dejaría al margen en la mitad del campeonato.
La temporada 2015-2016 ha sido marcada por el buen desempeño y la regularidad que ha logrado el joven portero en la escuadra del Megapuerto; a sus cortos 23 años ha sido unos de los baluartes de la campaña del elenco nortino y se habla de que puede ser uno de los arqueros con mayor proyección de la división.

## Clubes
| Club                 | País  | Año       |
| -------------------- | ----- | --------- |
| Deportes Iquique     | Chile | 2010-2012 |
| Municipal Mejillones | Chile | 2012-2016 |
| Lota Schwager        | Chile | 2016-2017 |
| Deportes Vallenar    | Chile | 2017-2018 |

## Títulos

### Nacionales
| Título                       | Club              | País  | Año  |
| ---------------------------- | ----------------- | ----- | ---- |
| Segunda División Profesional | Deportes Vallenar | Chile | 2017 |